# 白眉长颈鸫
，是雀形目长颈鸫科的唯一一种鸟类。
白眉长颈鸫体重约69克，翼长约98.4毫米，嘴峰长约29.2毫米，喙宽度约4.8毫米，喙厚度约4.8毫米，跗蹠长约44.1毫米，尾长约114.6毫米。白眉长颈鸫在其分布区内为留鸟，其栖息在密集的高大树木组成的森林中，食性为肉食性，主要食物来源是陆生无脊椎动物。

## 亚种
- ：分布于马来半岛、苏门答腊和北纳土纳岛。
- ：分布于北婆罗洲的山峰地区。[4]